# Bicyclus saussurei
Bicyclus saussurei är en fjärilsart som beskrevs av Herman Dewitz 1879. Bicyclus saussurei ingår i släktet Bicyclus och familjen praktfjärilar. Inga underarter finns listade i Catalogue of Life.